# Midnattsol
Midnattsol (нор. полуночное солнце) — норвежско-германская группа, играющая в стиле фолк-метал и симфо-метал. Группа образовалась в 2002 году. Вокалистками группы Midnattsol являются сёстры Кармен Элиз и Лив Кристин Эспенес (последняя ранее участвовала в группах Leaves’ Eyes и Theatre of Tragedy).

## История
В 2002 году Кармен Элиз Эспенес и гитарист Крис Гектор создали группу из норвежских и немецких музыкантов, играющих в стиле фолк-метал и симфо-метал. Сама группа определяет свой стиль как норвежский фолк-метал (Nordic folk metal), поскольку фолк-элементы в их композициях основаны на норвежском фольклоре. Первый альбом группы вышел Where Twilight Dwells вышел в 2005 году; второй альбом Nordlys — 28 марта 2008 года.
В 2009 году группа сменила состав, гитарист Крис Гектор покинул группу ради создания собственного проекта, позже сменивший его Фабиан Поспих покинул состав группы, чтобы проводить больше времени с семьёй.
В 2009 году Midnattsol получила премию 'Best Hope' на фестивале Metal Female Voices Fest по итогам народного голосования.
Весной 2010 года группа объявила о начале работы над третьим альбомом, а в ноябре стало известно, что альбом будет называться The Metamorphosis Melody. Дата выхода альбома — 22 апреля 2011 года.
В 2017 году на официальной странице Facebook появилась информация о том, что Биргит, Маттиас и Крис покинули группу по личным причинам, и их замена будет объявлена в ближайшее время. А в декабре того же года была опубликована новость о присоединении к группе на постоянной основе старшей сестры Кармен — Лив Кристин.

## Состав
Текущий состав
- Кармен Элиз Эспенес — вокал (с 2002)
- Лив Кристин Эспенес — вокал, аранжировки (с 2017)
- Даниэль Фишер — клавишные (с 2002)
- Алекс Каутц — гитара (с 2009)
- Stephan Adolp — гитара, бас-гитара, сессионные ударные  (с 2017)

Бывшие участники
- Кристиан Фюттерер — гитара (2002)
- Кристиан Гектор — гитара (2002—2008)
- Фабиан Поспих — гитара (2008—2009)
- Биргит Оллбрюннер — бас (2002—2017)
- Даниэль Дрост — гитара (2002—2017)
- Маттиас Шулер — гитара (2011—2017)
- Крис Мерзински — ударные (2002—2017)

## Дискография
Демо
- Midnattsol (2003)

Студийные альбомы
- Where Twilight Dwells (2005)
- Nordlys (2008)
- The Metamorphosis Melody (2011)
- The Aftermath (2018)